# Guy Pérotin
Guy Valentin André Pérotin (Châlons-sur-Marne, 27 luglio 1920 – Isole Kerkenna, 15 dicembre 1940) è stato un militare francese, tra i primi ad aderire alle Forces navales françaises libres dopo la firma dell'armistizio del 22 giugno 1940. Dichiarato Mort pour la France, fu insignito postumo dell'Ordre de la Libération, della Médaille militaire, della Croix de guerre 1939-1945 con palma e della Médaille de la Résistance.

## Biografia

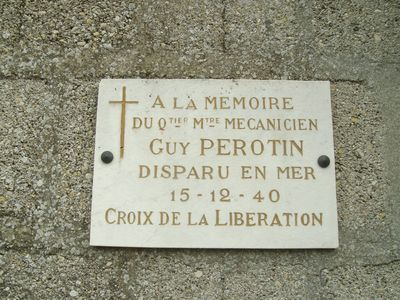
Placca commemorativa presso il cimitero dell'Ouest di Châlons-en-Champagne

Nacque a Châlons-sur-Marne (oggi Châlons-en-Champagne il 27 luglio 1920, figlio di George, di professione meccanico, e di Yvonne Le Marec. Nel 1936, all'età di 16 anni, si arruolò nella Marine nationale e frequentò la scuola per meccanici a Tolone. Ottenuto il brevetto di meccanico nel 1937, firmò per un servizio di leva quinquennale. Assegnato alla base navale di Tolone, nel 1938 si imbarcò per due anni sul sottomarino Espadon. Divenuto quartiermastro meccanico, il 1º gennaio 1940, in piena seconda guerra mondiale, si trasferì a bordo del sottomarino Narval, appartenente alla medesima classe del precedente.
Di base a Sousse, in Tunisia, il Narval controllava il traffico navale italiano verso la Libia mentre infuriava la battaglia di Francia nella Francia continentale. Dopo la firma dell'armistizio del 22 giugno 1940, su istigazione del comandante del sottomarino, François Drogou, il giorno 24 gran parte dell'equipaggio decise di continuare il combattimento nelle file della Francia Libera e il sottomarino arrivò a Malta, senza autorizzazione, il giorno 26 dello stesso mese.
Essendo uno dei primi uomini che scelsero di continuare a combattere a fianco degli inglesi, partecipò a bordo del Narval a missioni di pattugliamento nel Mediterraneo dal 25 settembre all'8 ottobre e dal 25 ottobre al 3 novembre, tra l'isola di Lampedusa e le isole Kerkenna. Durante una terza missione, iniziata il 2 dicembre, il sottomarino saltò in aria su una possibile mina francese, il 15 dicembre 1940, al largo delle isole Kerkenna. Il Narval scomparve con tutto l'equipaggio, i cui resti si trovano all'interno del relitto, che fu localizzato solo nel 1957.
In suo onore a Châlons-en-Champagne gli è stata intitolata una via; è anche elencato nel monumento ai caduti della città e una targa commemorativa gli è stata dedicata nel cimitero occidentale. A Brest il suo nome compare sulla stele eretta in omaggio all'equipaggio del Narval sulla spianata del castello. A Tolone il nome di Guy Pérotin è scritto sul monumento commemorativo dei sommergibilisti eretto nel parco della Tour royale. In suo onore è stata intitolata la promozione del settembre 2019 della scuola per marinai di Cherbourg-Octeville.

### Fonti
1. 1 2 3 4 5 6  Memorial.
2. 1 2 3 4 5 6 7 8  Memorial National des marins.
3. 1 2 3 4  Ordre de la Liberation.
4. ↑  (FR) Mémorial GenWeb - Monument aux Morts - Châlons-en-Champagne, su memorialgenweb.org. URL consultato il 12 ottobre 2022.
5. ↑  (FR) Mémorial GenWeb - Plaque commémorative - Châlon-en-Champagne, su memorialgenweb.org. URL consultato il 12 ottobre 2022.
6. ↑  (FR) Mémorial GenWeb - Monument Narval Brest, su memorialgenweb.org. URL consultato il 22 ottobre 2022.
7. ↑  (FR) Mémorial GenWeb - Monuments sous-mariniers Toulon, su memorialgenweb.org. URL consultato il 12 ottobre 2022.